# 天主教巴基西梅托總教區
天主教巴基西梅托總教區（拉丁語：Archidioecesis Barquisimetensis）是委內瑞拉一個羅馬天主教教省總教區，下轄四個教區。此總教區是該國九個總教區之一。
教區於1863年3月7日設立，屬加拉加斯總教區，1966年4月30日升為總教區。
總教區位於拉臘州，2006年時有1,142,504名教友（佔轄區總人口65.1%）、八十三個堂區和189名司鐸。
總主教現時出缺，宗座署理為維篤·優爾·巴薩貝，榮休總主教為圖利奧·厄瑪奴耳·奇里韋拉-巴雷拉和安多尼·若瑟·洛佩斯-卡斯蒂略。